# 五里桥海潮庵
五里桥海潮庵系全国重点文物保护单位，位于中国福建省南安市水头镇水头街1号。初祀通远王，因通远王隐居乐山处曾建有“海潮庵”，故此庵因以为名。

## 历史沿衍
原系五里桥西端之桥亭，与桥同时厥成于宋朝绍兴年间。初祀通远王，继从浙江普陀山法雨寺分炉供奉观自在菩萨,尔后,观音逐渐成为此庵主要祀俸神明。“其时也，石井港海市繁荣，商贾市于南海暨番夷者必祈谢之。”今中殿所挂“即南海”匾额，系前代文物。
寺庵历久，清国康熙年间迁界禁海时被夷平，后复之，道光年间修葺。上世纪三十年代初水头建街道，寺庵再被拆。善男信女乃启请观音佛像于南面毗邻之西镇庙前殿供奉，海潮庵逐与西镇庙合二为一。
“文革”期间，佛像被毁，庙庵被改为水头村油厂。八十年代初，重塑观音金身，依原规制重建，前后历二十九春秋。

## 景点组成
五里桥海潮庵由西阁、听潮楼、石碑坊、藏经阁组成。

## 签诗选录
签诗三： 《何文寿入朝相命》劝君把定心莫虚/天注衣禄自有余/和会重重当吉庆/时来终遇得明珠。
签诗八：  《石彭贵回家》禾稻看看已结果/此事必定两相全/回到家中宽心坐/妻儿鼓腹乐团圆。